# Casa Pere Sellarès
Casa Pere Sellarès és una obra del municipi de la Garriga (Vallès Oriental) inclosa en l'Inventari del Patrimoni Arquitectònic de Catalunya.

## Descripció
Edifici civil com a habitatge unifamiliar entre parets mitgeres, fent cantonada. Consta de planta baixa, pis i golfa. Assentada damunt un sòcol de carreu. Damunt la cornisa hi ha una espadanya d'obra vista, de perfil lobulat, coronada per un element arrebossat a manera de clau. La façana lateral, a partir del porxo està arrebossada. La barana del balcó és de ferro amb dibuixos geomètrics. Al pati posterior hi ha un pòrtic amb columnes i arcs d'obra vista. El capitell, de forma lobulada, rep un arc ogival rebaixat formant un arc de ferradura apuntat amb una estilització molt personal.

## Història
És la primera obra de l'arquitecte Raspall on trobem unes noves línies acadèmiques pel que fa a la decoració: capitell jònic, rectangles de pedra emmarcats per maons, etc.